# Räntmästarhuset
För huset på Djurgården, se Räntmästarhuset, Djurgårdsstaden.

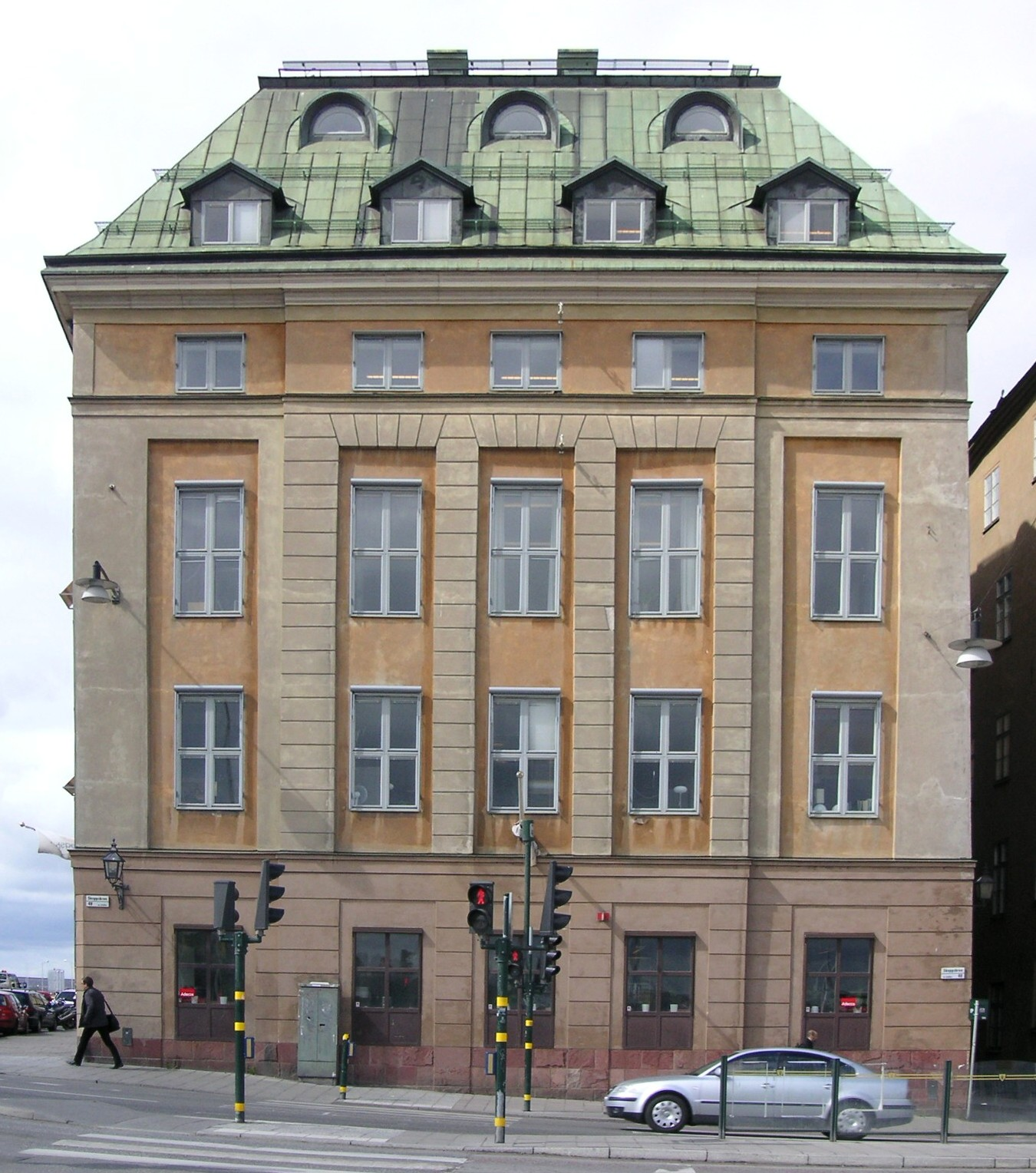
Räntmästarhuset, fasad mot Skeppsbron i maj 2009.

Räntmästarhuset (eller Räntmästarehuset) är en byggnad i kvarteret Achilles vid Skeppsbron 48 i Stockholm. Byggnaden upptar hela kvarteret och är hörnhuset vid Slussplan / Skeppsbron. Räntmästarhuset skapades förmodligen på 1660-talet av Nicodemus Tessin d.ä. och har byggts om ett flertal gånger; på 1890-talet av Fredrik Lilljekvist och senast i början av 1970-talet med Anders Tengbom som arkitekt. Byggnaden har fått sitt namn efter byggherren, räntmästaren Börje Cronberg.

## Kvarteret Achilles

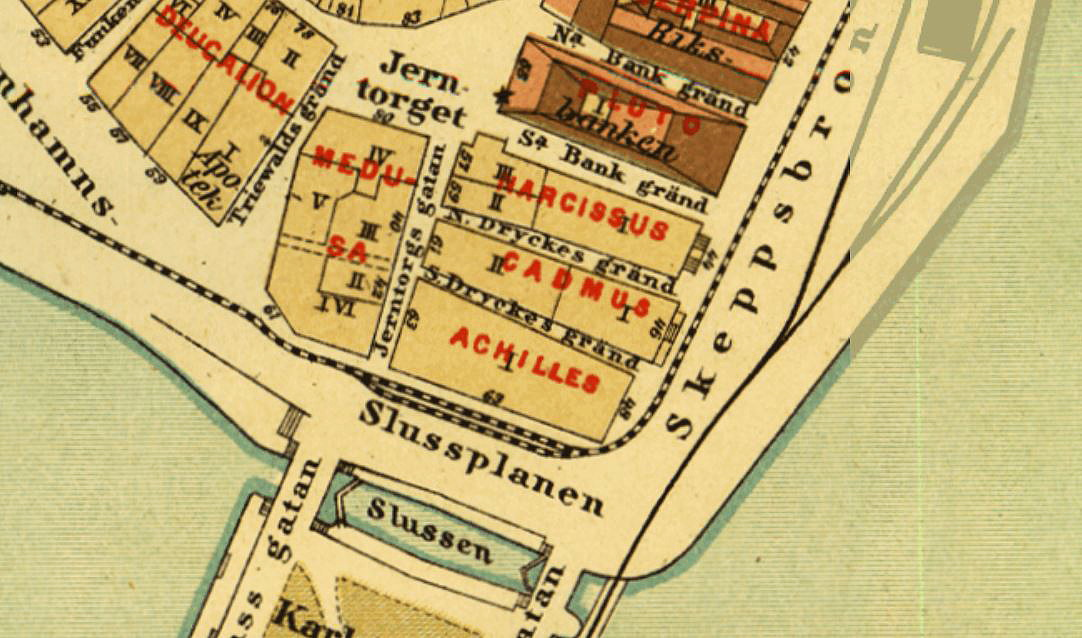
Kvarteret Achilles 1885.

Kvarteret Achilles, som helt upptas av Räntmästarhuset, bildades först under 1660-talet. Fram till dess fanns Stadsholmens medeltida stadsplan kvar. I området vid södra försvarstornet, Södertorn, fanns vid denna tid en låg bebyggelse av olika slag; trähus, stenhus, bodar och korsvirkeshus samt pålkransen ute i Saltsjön. 
År 1637 revs Södertorn och strax öster om tornet byggdes 1640 ett kvarnhus på norra sidan om den så kallade Kvarnströmmen. Mellan Kvarnströmmen och det nuvarande kvarteret Cadmus fanns på 1630-talet tre långsmala kvarter, av vilka de två norra sedermera uppgick i kvarteret Achilles. På Jean de la Vallées regleringsförslag från 1680 är det sydligaste av de tre kvarteren borta.
Gamla stans kvartersnamn har till huvudsak tillkommit under senare delen av 1600-talet och början av 1700-talet och bestämdes förmodligen av stadsingenjören Johan Cortman. Den övervägande delen av kvartersnamnen är inspirerade efter begrepp (främst gudar) ur den grekiska och romerska mytologin. Kvarteret Achilles har sitt namn efter Akilles som var den grekiska mytologins störste och mest berömde hjälte, samt huvudperson i Homeros verk Iliaden. Enligt myten var han sårbar endast i hälen, därav uttrycket akilleshäl.

## Historik

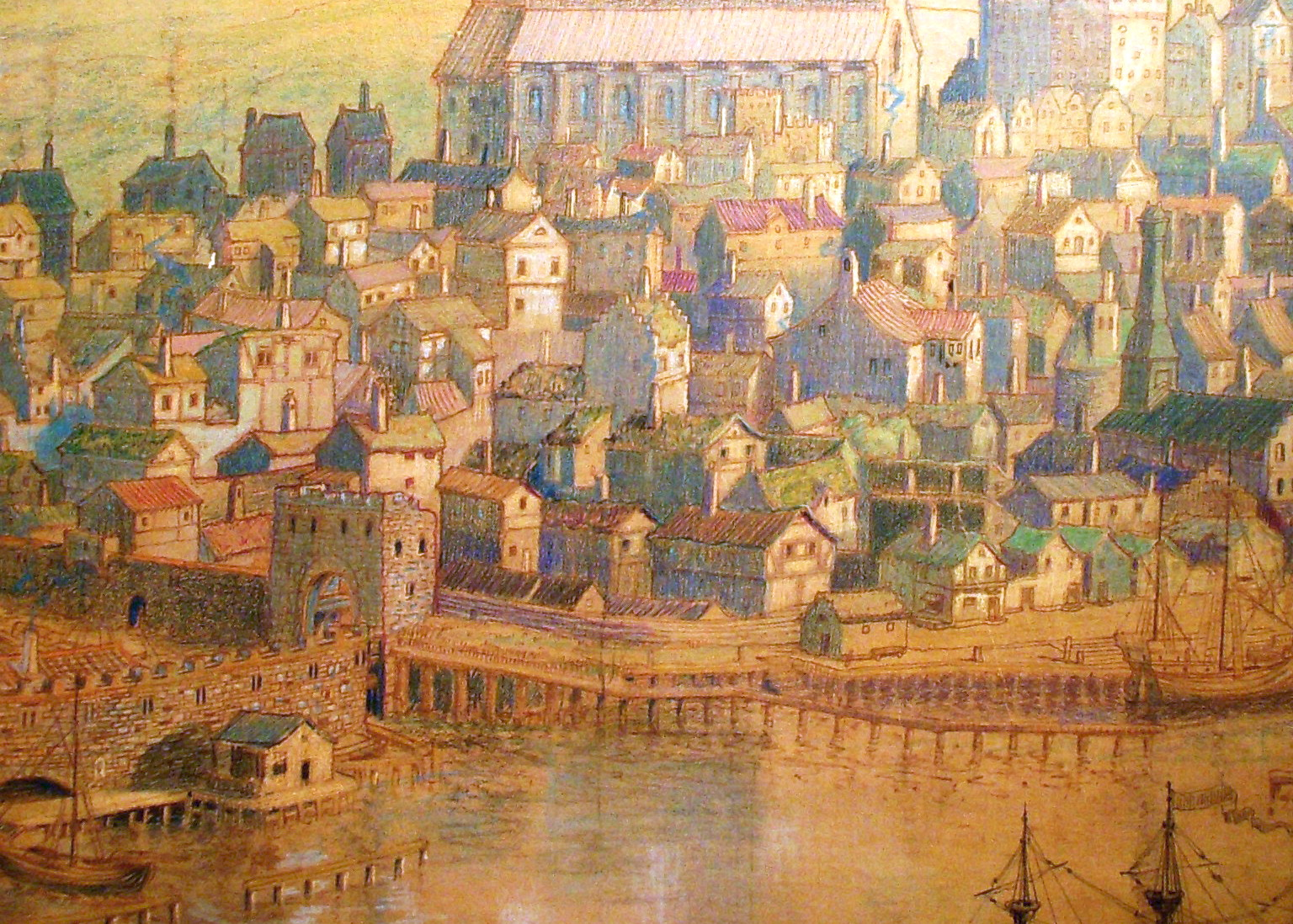
Stadsholmens södra del omkring 1580. Till vänster syns Söderport med bron över Söderström och i högra bildkanten (huset med klocktorn) skymtar Stadens våghus.

I mars 1660 köpte räntmästaren Börje Cronberg två stenhus som fanns strax öster om Söderport. Cronberg var hovkassör och blev 1653 utnämnd till räntmästare, en äldre titel för förvaltare av offentlig kassa. 1654 blev han adlad, innan dess hette han Börje Buraeus. Cronberg drev även handel för egen räkning och blev med tiden en förmögen och högaktad man.
De första uppgifterna om Börje Cronbergs stora byggprojekt finns nedtecknat i Byggningskollegiets protokoll från 1662. Då köpte han gatumark som förmodligen avsåg gränden mellan de båda långsmala tomterna i kvarteret Achilles och/eller en bit av Skeppsbron.
År 1663 utökade Cronberg sin egendom genom inköp av ett korsvirkeshus och en bod och började med byggnadsarbeten samma år. Hans byggplaner och rivningsarbeten stötte på kritik hos närmaste grannen som tyckte att hans hus hade skadats genom Cronbergs pålningsarbeten och att Cronbergs planerade nybygge skulle bli för högt och skymma ljuset. Till sitt försvar anlitade Cronberg bland annat den nyblivne stadsarkitekten Nicodemus Tessin d.ä. Trots detta blev det böter för Cronberg, han fick betala 500 daler i kopparmynt till grannen och bygga upp en rasad mur. 
Några byggnadsritningar av Cronbergs palats finns inte bevarade, men med all sannolikhet har Tessin varit Räntmästarhusets arkitekt. När Tessin några år senare uppförde sitt eget hus vid Skeppsbron 20 (numera rivet), begärde han vis av erfarenhet först syn av grannhusen, så att inga besvärliga efterräkningar skulle uppstå. 1688 stod Räntmästarhuset färdigt. Gränden söder om byggnaden fick så småningom namnet Räntmästare gränd och trappan ner till vattnet  Räntmästare trappen  (Tillæus 1733).

### 1680-talsbyggnaden

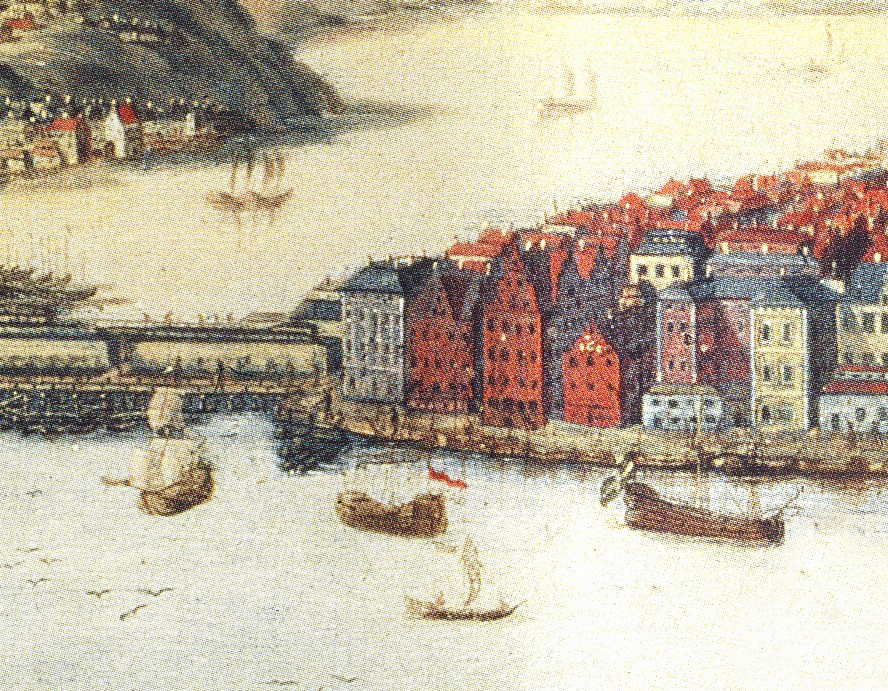
Räntmästarhuset (det gråa huset ytterst t.v. i Skeppbroraden). Från målning efter Suecia antiqua et hodierna 1693.

Mot Skeppsbron bestod huvudfasaden av fem fönsteraxlar och längs Räntmästare gränd (dagens Slussplan) av förmodligen åtta fönsteraxlar, som man kunde sluta sig till vid en undersökning 1962, eftersom grundmurarna fanns bevarade. Fasaden var indelad av pilastrar, som håller samman de båda höga våningarna. Bottenvåningens fasad hade en rustik karaktär och under taket fanns en lägre attikavåning. 
År 1673 avled Cronberg, 51 år gammal. Hans arvingar fick inte behålla Räntmästarhuset. 1683 såldes fastigheten till greve Nils Nilsson Brahe. Han hade redan 1668 lånat pengar till Cronberg med fastigheten som pant. Som det hette på dåtidens tjänstespråk:"...huus å frij och egen grundh medh där tillhöriga gårdstomter samt andra commoditeter och rättigheter här i staden widh änden av Skiepsbroen belägit." Cronbergs hustru och tre barn samt tjänstefolk fick dock bo kvar i huset.
Under Cronbergs eller hans arvingars tid byggdes även ett nytt stenhus i anslutning mot väst, som sträckte sig utefter kvarterets hela bredd vid Järntorgsgatan. Huset kallades under 1700-talet Oranienbad och hade sin huvudfasad mot Järntorgsgatan med ingång och trapphus i husets mittaxel.

### 1700-talsbyggnaden
Vid början av 1700-talet var fältmarskalken och Kungl. rådet Nils Bielke husets ägare, därefter följde i snabb takt olika husägare. I slutet av 1730-talet hade en renovering av Räntmästarhuset påbörjats när husets ägare Olof Ahllöf avled. I hans bouppteckning beskrevs byggnaden på följande sätt: 

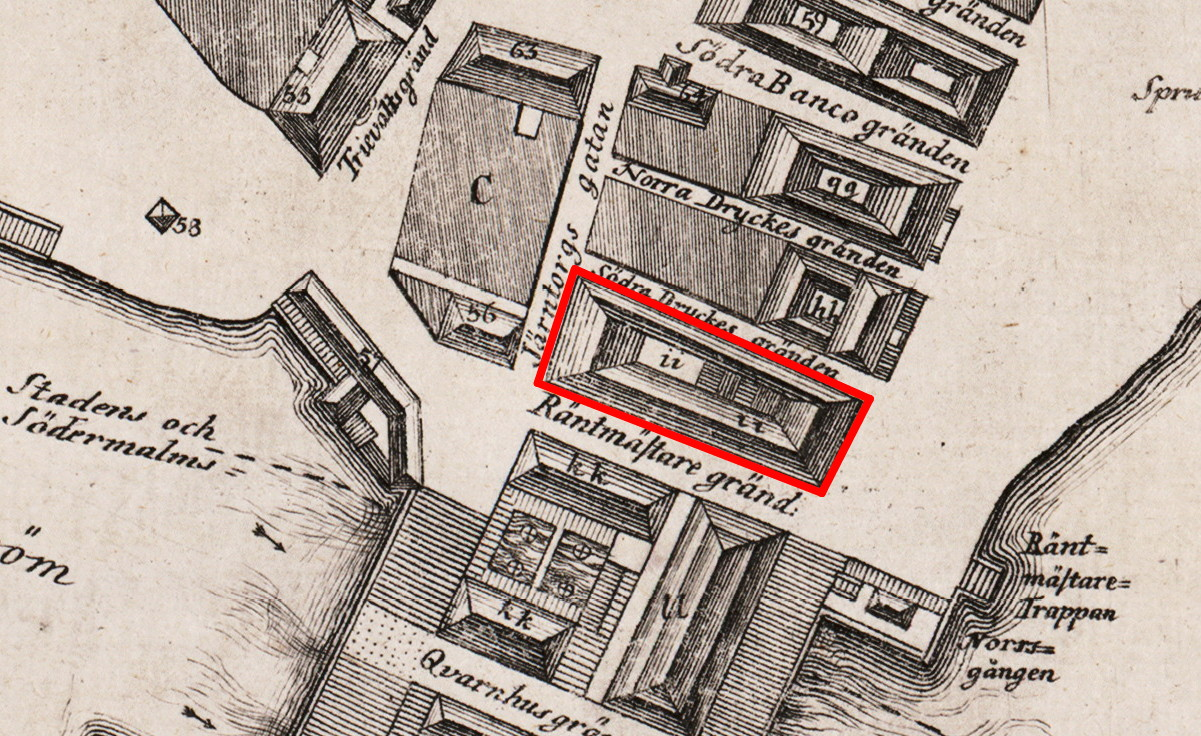
Husets läge på Jonas Brolins karta från 1771. Rådm: Mobergs eller Räntmästar h:.

"Det ståtliga huset inrymde såväl magasinslokaler som bostadslägenheter, en kombination, som icke var ovanlig i Skeppsbroraden. Byggnaden var fyra våningar hög förutom vinden. Endast på norra sidan fanns källare, nämligen fem större och mindre välvda rum. De voro ännu icke reparerade. Första våningen d.v.s. bottenvåningen innehöll mot Skeppsbron en stor spannmålsbod, något under gatunivån, och försedd med 2 bottnar.[...] Mot gränden i samma bottenvåning låg trenne rum under reparation. På gården fanns en stallbyggnad med vagnshus, som erfordrade reparation. De båda stora våningarna däröver innehöllo vardera 13 rum och ett skafferi. Fjärde våningen (attikavåningen) bestod av 14 rum och 3 contoir. Vinden var stenlagd och brandfri. Det undre taket var täckt med taktegel och det övre med järnplatar. Taket hade nu höjts och blivit brutet...".
Mellan åren 1739 och 1742 hade Carl von Linné sin läkarpraktik i Räntmästarhuset. Under tiden som läkare i Gamla Stan fick han många ledande personer i Stockholm som sina kunder. En medaljong av honom finns på husets söderfasad. Det sägs att även en släkting till Linné, Emanuel Swedenborg, skulle ha bott i huset. Enligt sägnen skulle han ha övertagit Linnés lägenhet i Räntmästarhuset, då denne hösten 1741 flyttade till Uppsala och fick en professur i medicin. Men det finns inte belägg i skattelängderna för att så var fallet.

### 1800-talsbyggnaden

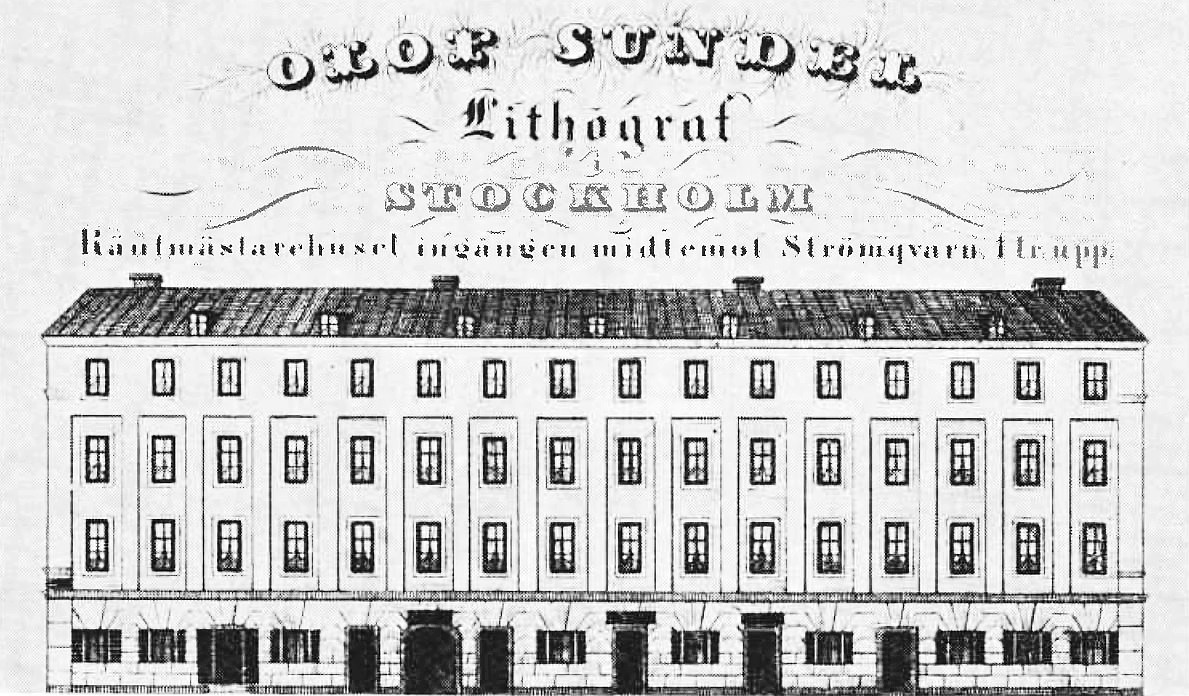
Räntmästarhusets söderfasad på Olof Sundels reklamblad, 1860-tal.

Under 1800-talets början ägdes Räntmästarhuset av bland andra major Fredrik Wilhelm Ankarcrona. Under hans tid blev huset brandskadat. 1855 hade grosshandlaren Gustaf Nils Petter Sommelius köpt huset för 60 000 riksdaler banko och 1875 förvärvade järnhandlanden Julius Slöör hela fastigheten från Sommelius arvingar. I mitten av 1800-talet hade litografen Olof Sundel ett tryckeri i byggnaden. I ett reklamtryck avbildade han husets fasad mot söder.
Vid slutet av 1890-talet planerades en omfattande förändring av Räntmästarhuset. Till det hade arkitekt Fredrik Lilljekvist anlitats. I Ny Illustrerad Tidning 1899 skrevs: "Gamla Stockholm älska vi, och det är med sorg vi plåga se dess åldriga intressanta byggnader försvinna. Undantagsvis gläder det oss att det stora stela och för övrigt inte uråldriga Räntmästarehuset snart skall ge plats för en modernare och - vi hoppas det - vackrare byggnad.".
Byggnaden revs dock inte, utan byggdes om till "ett modernt affärshus med alla nutidens bekvämligheter (elektriska hissar, vattenklosetter o.s.v.)". Den största förändringen skedde med fasaden genom uppförandet av ett högt hörntorn och gavlar i olika storlekar som bara var fasadutsmyckning och ornament. Tornet kommenterades i Ny Illustrerad Tidning: "...särskilt lyckat tyckes tornpartiet bli, och det torde åt huslängan utefter Skeppsbron komma att giva en pittoresk afslutning."
I bottenvåningen fick fönster och portar en rundbågig utformning i stället för de omväxlande små rektangulära fönster och portar som fanns förut. Invändigt byggdes trapphusen om helt och hållet. Bjälklagen förändrades inte och de flesta mellanväggar bibehölls. För att erhålla bättre våningshöjd i den fjärde lägre våningen höjdes taket och även fasadmuren. Största delen av den nya vinden inreddes till bostäder. I detta utseende skulle Räntmästarhuset finnas i Stockholms stadsbild fram till början av 1970-talet. Huset förklarades som byggnadsminne 1967.

### 1970-talsbyggnaden
I början av 1970-talet var byggnaden i behov av renovering och grundförstärkning. I samband med det uppstod frågan om man skulle restaurera Räntmästarhuset tillbaka till en äldre, mer ursprunglig stil och försöka rekonstruera tidigare utseende från 1700-talet. Även den omfattande reklamen på fasaden kändes fel på ett hus i Gamla stan. 
Lilljekvists ombyggnad från 1890-talet med sina gavlar och torn behölls inte och byggnadens västra del revs. Mellan 1971 och 1974 anlitades arkitekt Anders Tengbom för om- och nybyggnaden. Han återförde husets kvarvarande del till ett enklare 1700-talsutseende. Den nybyggda, västra delen uppfördes med fasader i betongelement som en 1700-talspastisch.  Restaureringen innebar stora kostnader och först efter flera år fann man hyresgäster till de nya lokalerna. 

## Byggnaden idag
Idag (2009) ägs Räntmästarhuset av Hufvudstaden, som hyr ut fastigheten till kontor och butiker. Den totala arean är 5 063 m², varav kontorsytan är 4 006 m² och butiksytan är 351 m², tomtarean belöper sig på 1 046 m². Den största hyresgästen är Primegruppen, som hyr hela våning fyra och hälften av våning tre och fem. Mellan 2010 och 2020 hade Österjsörådet sitt sekretariat i byggnaden, på Slussplan 9.

Räntmästarhusets förändringar under hundra år
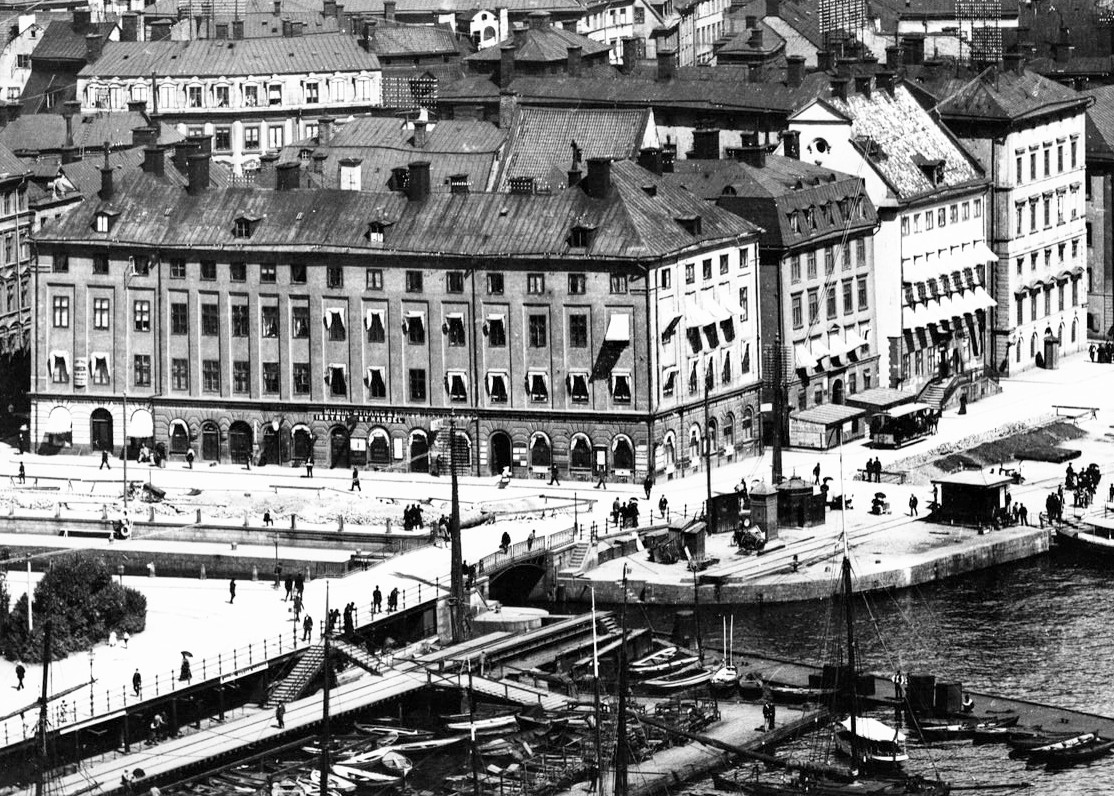
Räntmästarhuset 1898.
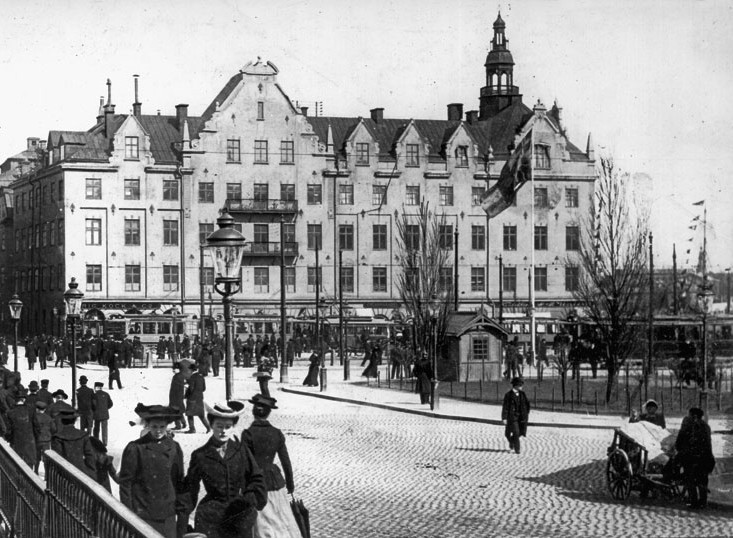
Räntmästarehuset 1904.
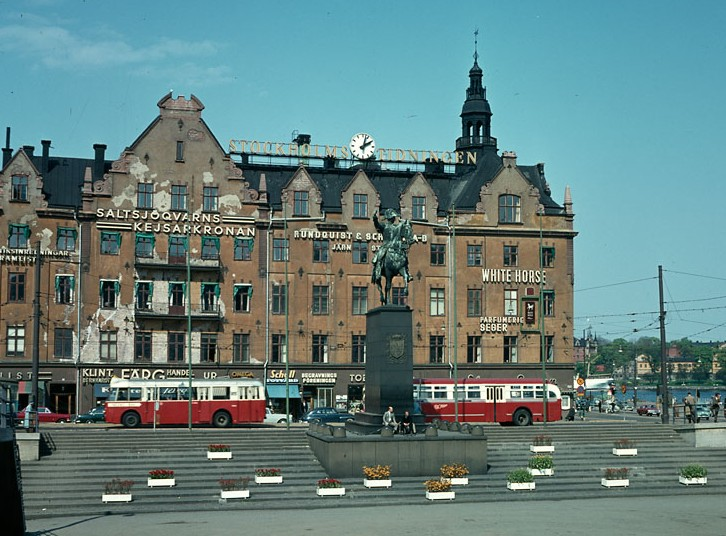
Räntmästarhuset 1963.
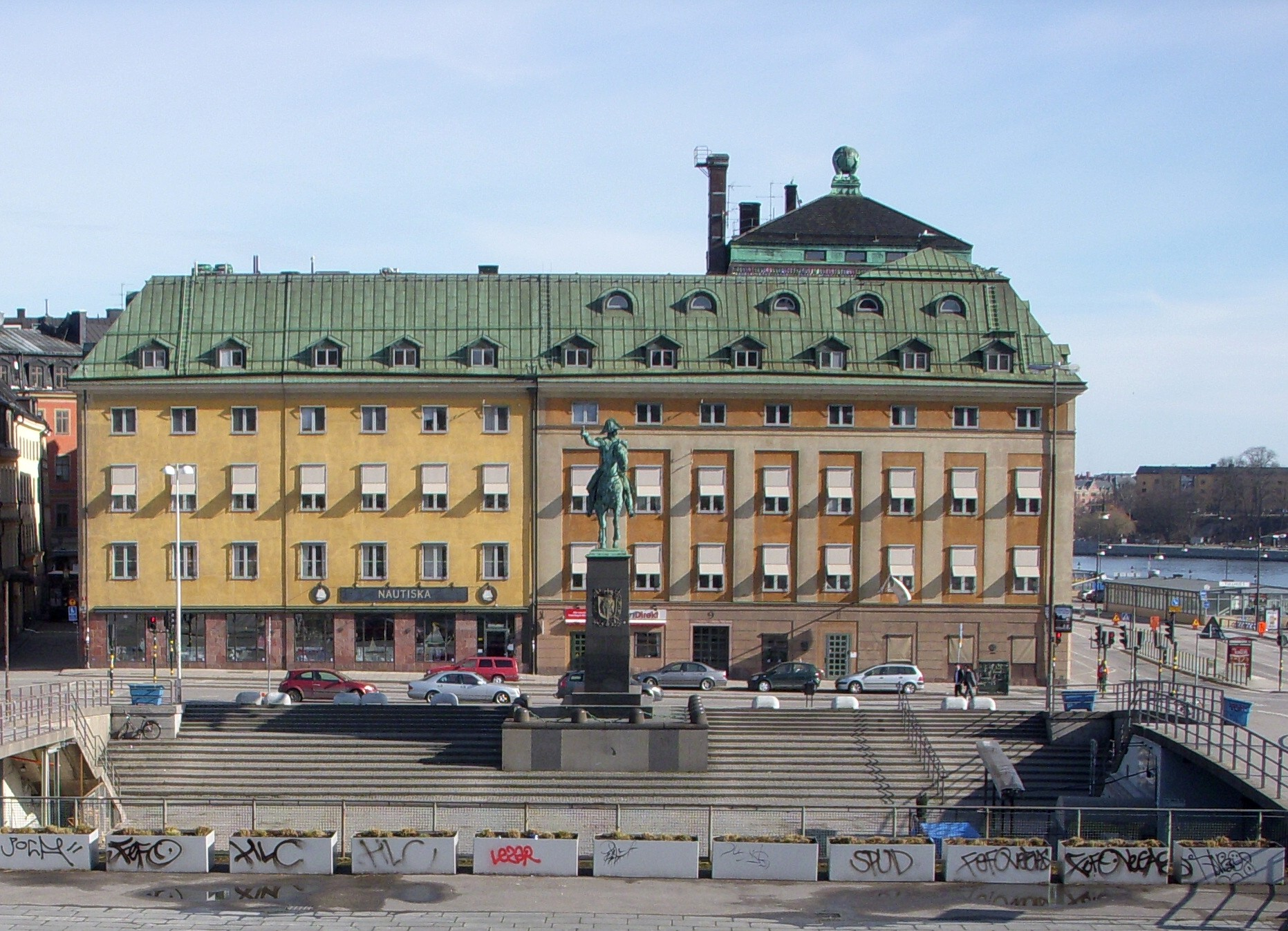
Räntmästarhuset 2009.